# Beciu, Buzău
Beciu este un sat în comuna Scorțoasa din județul Buzău, Muntenia, România. Se află în centrul județului, în depresiunea Policiori din Subcarpații de Curbură.
La sfârșitul secolului al XIX-lea, satul Beciu era reședința unei comune aflate în plaiul Slănic al județului Buzău. Comuna avea în componență cătunele Băligoși, Beciu, Schitu și Tocila, cu o populație totală de 860 de locuitori, iar în ea funcționau două biserici, în cătunele Beciu și Băligoși. În 1925, comuna se afla în plasa Sărățelu a aceluiași județ și nu mai avea satul Schitu (trecut la comuna Policiori), fiind formată doar din Beciu, Băligoși și Balta Tocila, cu 1180 de locuitori.
Comuna a fost desființată înainte de 1968 și inclusă în comuna Scorțoasa.